# Unterpeiching
Unterpeiching ist ein Gemeindeteil der Stadt Rain  im Landkreis Donau-Ries (Regierungsbezirk Schwaben, Bayern).

## Geographie
Das Kirchdorf Unterpeiching liegt zwischen der Stadt Rain und Oberpeiching am Übergang zwischen Lechtal und Aindlinger Terrassentreppe (Unterer Lechrain bzw. Lechleite). Naturräumlich gehört es so zur Donau-Iller-Lech-Platte, die wiederum Teil des Alpenvorlandes ist, eine der Naturräumlichen Haupteinheiten Deutschlands.
Der Ort liegt nur 1 km westlich der Staatsstraße 2047 von Rain nach Holzheim und ist mit dieser sowie mit Rain und Oberpeiching durch Gemeindestraßen verbunden.

## Geschichte
Unterpeiching ist wahrscheinlich kein echter -ing-Ort aus der Zeit der Völkerwanderung. Vielmehr wurde es erst relativ spät von Oberpeiching aus besiedelt und nach diesem benannt. Erstmals erwähnt wird es erst 1427 als Nydernpuechingen.

Als Grundherren ab 1600 werden das Kloster Niederschönenfeld, die Hofmark Sandizell, die Hofmark Pöttmes, das kurfürstliche Kastenamt Rain und das Stemmersche Benifizium Rain aufgeführt.

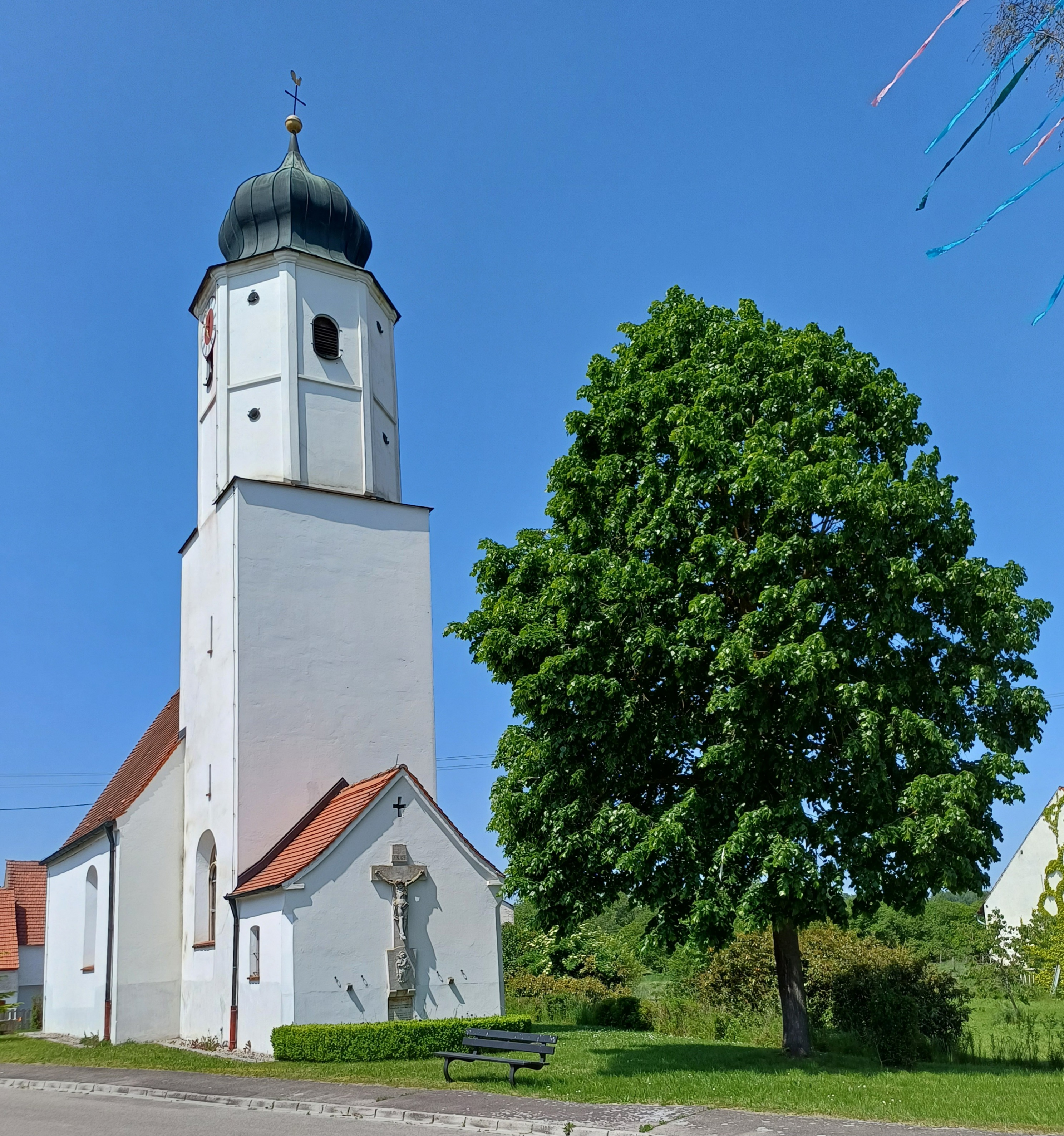
St. Jakobus

Die katholische Filialkirche St. Jakob gehört seit jeher zur Pfarrei Sankt Johannes Baptist in Rain. Sie besitzt eine spätgotische Chorturmkirche, einen achteckigen Turmaufsatz und eine Sakristei von 1700.
Unterpeiching gehörte seit 1808 zum Steuerdistrikt Oberpeiching; nach dem zweiten Gemeindeedikt wurde daraus 1818 die Ruralgemeinde Oberpeiching formiert – mit Unterpeiching als Ortsteil. Nach andauernden Differenzen zwischen den beiden Orten wurde den Unterpeichingern 1849 zugebilligt, eine eigene Gemeinde im Landgerichtsbezirk Rain zu bilden. Bei der Trennung von Verwaltung und Justiz wurde Unterpeiching mit dem Gerichtsbezirk im Juli 1862 dem Bezirksamt Aichach zugeschlagen. Wegen der besseren Anbindung nach dem Bahnanschluss erfolgte 1880 die Umgliederung nach Neuburg an der Donau.
Bis zum 30. Juni 1972 gehörte Unterpeiching als selbstständige Gemeinde zum Landkreis Neuburg an der Donau und fiel dann mit der Gebietsreform in Bayern an den Landkreis Donau-Ries, der bis zum 1. Mai 1973 die Bezeichnung Landkreis Nördlingen-Donauwörth trug. Am 1. Mai 1978 wurde Unterpeiching in die Stadt Rain eingemeindet.

## Baudenkmäler
- Katholische Filialkirche Sankt Jakob, gotische Chorturmkirche, Turmoberbau und Vorzeichen um 1700, Sakristei von 1751